# ヴィンセント・テラノヴァ
ヴィンセント・テラノヴァ（Vincent Terranova, 1886年5月15日 - 1922年5月8日）は、ニューヨークのマフィア、モレロ一家のリーダーの1人。酒の密輸で財を築き、ハーレム・タイガーと呼ばれた。ヴィンセント・モレロとも表記される。

## 来歴

### 初期
シチリア島コルレオーネ生まれ。地元マフィアのベルナルド・テラノヴァの3人兄弟の長男（次男チロ、三男ニコラス）。ジュゼッペ・モレロは異父兄にあたる。1892年一家で渡米し、ニューヨークからルイジアナ、テキサスを転々としたが、1896年頃、ニューヨークに戻り、イースト・ハーレム地区に定住して学校に通いながら家族の左官業を手伝った。モレロ一家（107丁目ギャングとも呼ばれた）の一員になった。1908年9月、ハーレムでイタリアンロッテリー（イタリア式富くじ）を運営していたライバルのサム・シッカ（Sam Sicca）を殺害した疑いで逮捕されたが、のち放免された。

### モレロ一家のリーダー
1910年、ジュゼッペ・モレロが監獄送りになると弟チロやニコラスと共にモレロ一家のリーダーの一人となった。1915年5月、ナポリ系ギャングの大物ジョシュ・ガルッチを、ブルックリンのカモッラ勢（ペリグリーノ・モラノやネイビーストリートギャング）と共謀して殺害し、その賭博利権を奪った。また冷蔵庫のない時代の生活必需品である氷の配給ビジネスに進出した。ブルックリンカモッラとの提携、その後の対カモッラ抗争で弟のニコラスと共に、ライバルの掃討や反逆者への制裁を主導した（マフィア－カモッラ戦争）。1916年9月、カモッラ勢によりニコラスが暗殺されると、カモッラに執拗に命を狙われたが、1917年11月、カモッラの主要リーダーが内部密告で芋づる式に検挙されて脅威は消えた。カモッラに取られたハーレムの賭場の縄張りを奪い返した。1913年、レイナ一家（後のルッケーゼ一家）のベルナルディナ・レイナと結婚した。

### 密輸抗争と死
禁酒法施行後、縁戚のヴィンセント・サレミやナポリ系の"ジョー・ペッポ"ヴィセルティとハーレム向けのアルコール密売を始め、財を築いた。カラブリア系ギャングのフランキー・イェールの酒場ハーヴァード・インの経営に参画して、カモッラ戦争以来となるブルックリン進出を図った。ダイアモンドの指輪を付け、ピンストライプの高価なスーツとシルクのシャツを着こなした。ハーレムタイガーの異名を得て、いち早く密輸成金の仲間入りをした。
1920年3月、ジュゼッペ・モレロが出所し、一家のボスに返り咲いた。1921年夏頃、モレロ一家が勢いを取り戻すのを恐れたサルヴァトーレ・ダキーラがモレロ一家全員に死の宣告を出したとされ、抗争が勃発した。1921年10月、ヴィンセントの密輸仲間ジョー・ペッポが殺された。
1922年5月8日朝、ハーレム116丁目の自宅近くで、走行中の車からショットガンで銃撃された。持っていた32口径リボルバーで撃ち返したが、9発の兆弾を浴びて死亡した。リボルバーは空になっていた。
モレロ派のジョー・マッセリアに密輸仲間のサルヴァトーレ・マウーロを殺されたウンベルト・ヴァレンティの仕返しとされる。ニコラ・ジェンタイルによれば、ヴァレンティは元々ダキーラ配下で、ダキーラと喧嘩してモレロらと同じく死の標的にされていたが、和解してモレロ派を攻撃していた。ヴィンセント暗殺の3か月後にヴァレンティを謀殺したマッセリアが一家を継ぎ、ジュゼッペ・モレロがアドバイザーとなった。